# 車庫通り

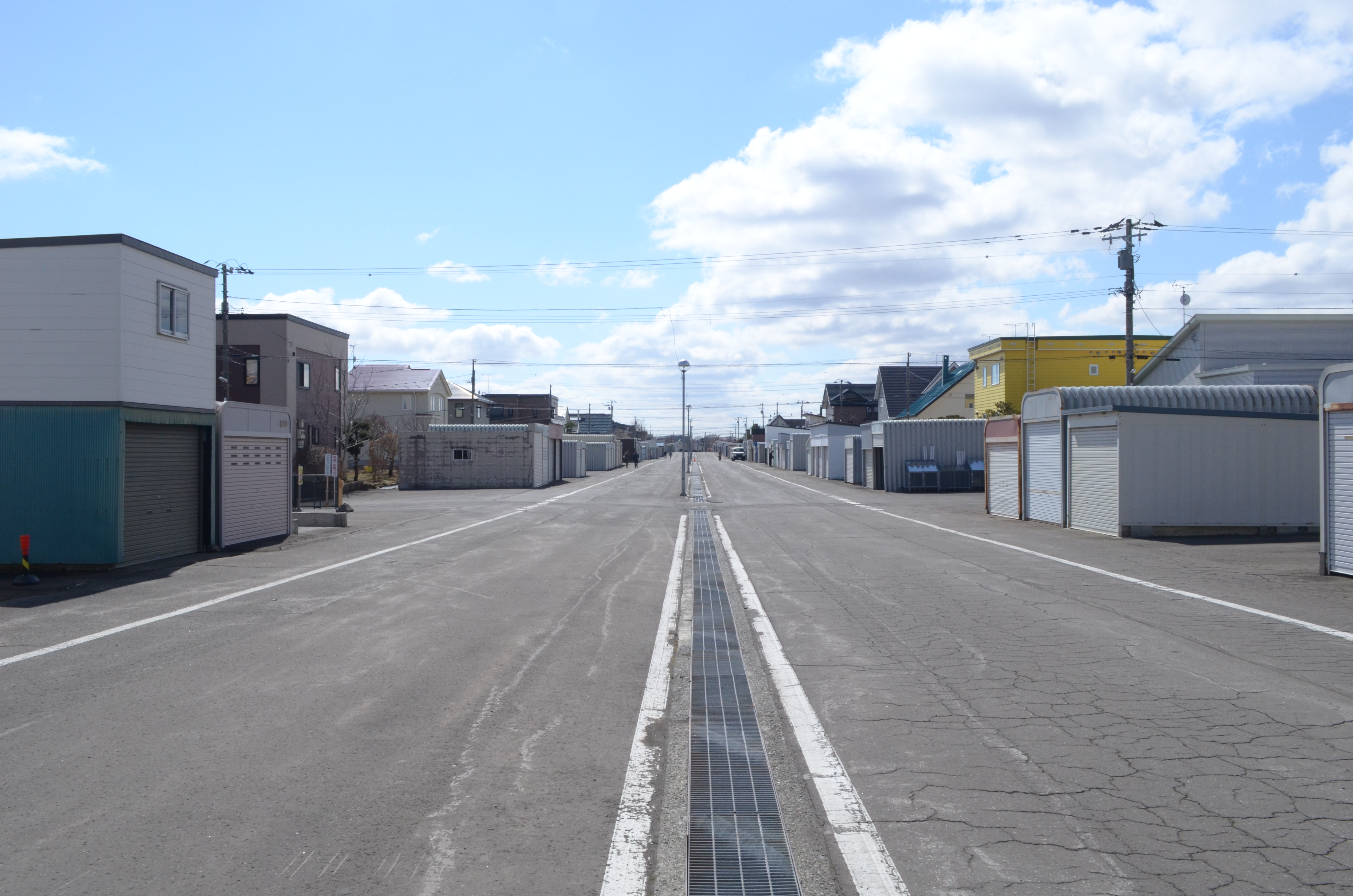
栄町の車庫通り（2023年4月）

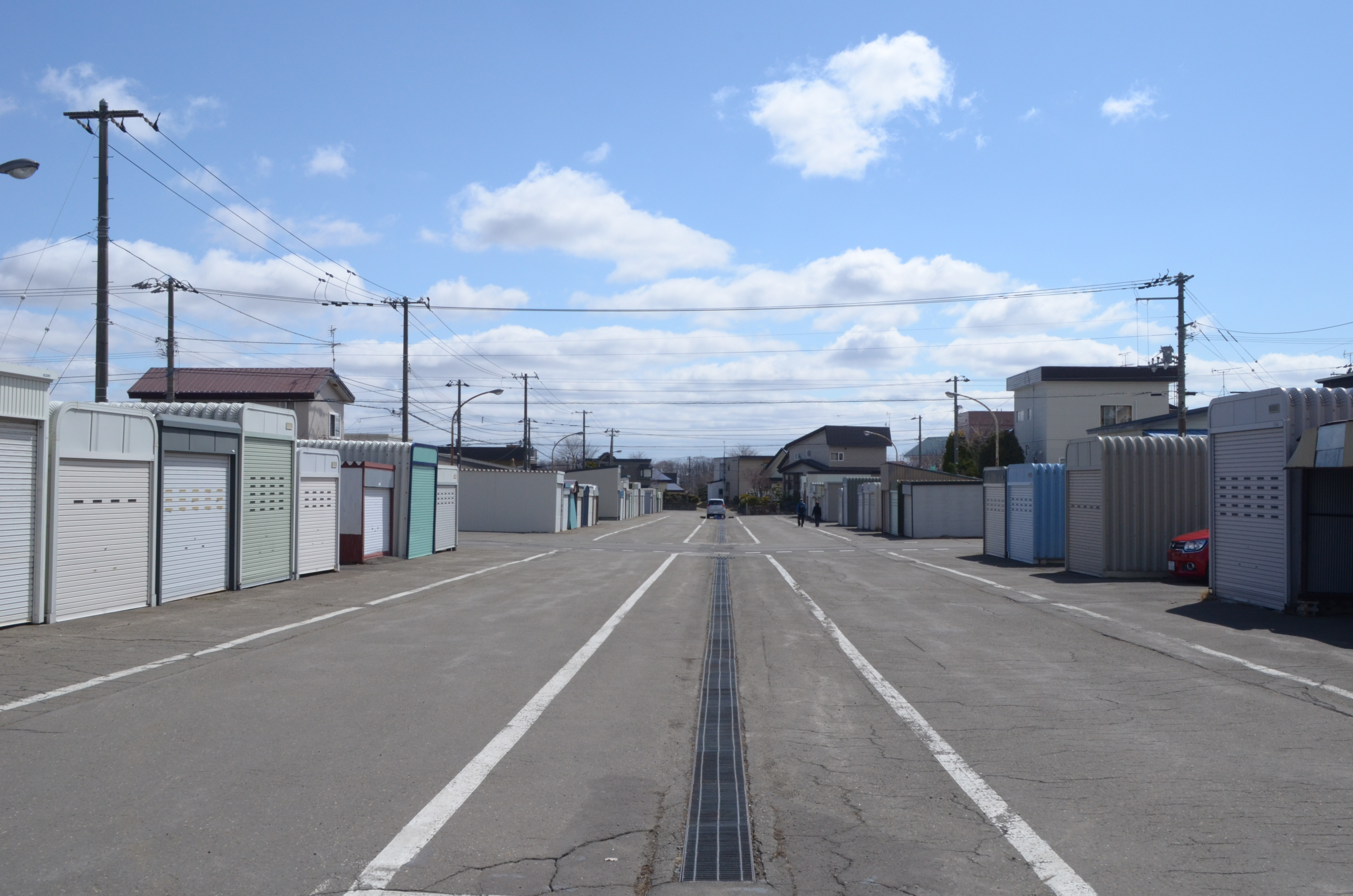
松葉町の車庫通り（2023年4月）

車庫通り（しゃこどおり）は、北海道北広島市の北広島団地内にある、周辺の住宅の車庫を集約させて並べた通り。

## 概要
北広島団地の一角である栄町の中心部を走る長さ約450メートルの市道の両側に、160の車庫が連なっている。
また、同団地内の松葉町にも長さ約150メートルの車庫通りが2本ある。
車庫通り周辺の生活道路は緊急車両以外の自動車の乗り入れを想定していないため、幅6メートルと、市内の他地区よりも2メートル狭くなっている。住宅から車庫までの距離は、最長で100メートルほど。住民は外出時に自宅から車庫まで歩き、それから自家用車に乗り込むことになるが、荷物を抱えているときは煩わしく感じることもあるという。

## 歴史
北広島団地の分譲が始まった1971年（昭和46年）当時、急速に進行したモータリゼーションの負の影響である交通事故の増加が社会問題となっており、当団地の造成計画においても自動車の事故防止が大きな課題とされていた。そこで、フィンランドのニュータウンを参考にし、車庫を集約して生活道路への車両の侵入を防ぐ「歩車分離構想」ができあがった。ただ、日本において住宅地への車の乗り入れを制限する例はなかったことから、当初計画された14街区よりも規模が縮小され、試行的に4街区での実施とされた。団地の分譲に際して、宅地と車庫の区画はセットで販売された。
それから半世紀が経過した2020年代になると、団地の住民の高齢化が進行し、自宅からすぐ車に乗り込めるほうが楽であるとみなされるようになった。また一方で、自動車の脅威をあまり感じずに済む生活道路を遊び場とするような子供の数も少なくなった。車庫通りにはところどころに空き区画ができ、自宅の敷地に自家用車を停める住民が増えてきている。